# Martin Delfs
Martin Delfs (* 30. August 1979) ist ein dänischer Badmintonspieler.

## Karriere
Martin Delfs siegte 2001 bei den Norwegian International. Im gleichen Jahr wurde er auch Zweiter bei den Dutch International und Dritter bei den Portugal International. Zweite Plätze belegte er auch bei den Irish Open 2008, den Slovak International 2008 und den Hungarian International 2008. Gewinnen konnte er die Sjællandsmesterskaber.

## Sportliche Erfolge
| Saison | Veranstaltung           | Disziplin    | Platz | Name                                |
| ------ | ----------------------- | ------------ | ----- | ----------------------------------- |
| 2001   | Norwegian International | Herrendoppel | 1     | Martin Delfs / Jonas Glyager Jensen |
| 2001   | Dutch International     | Herrendoppel | 2     | Martin Delfs / Jonas Jensen         |
| 2002   | Dutch International     | Herreneinzel | 2     | Martin Delfs                        |